# Spindrift Racing
Spindrift Racing est écurie de course au large et de course à la voile fondée en 2011 par Dona Bertarelli. Les locaux de l'écurie sont en France,.

## Histoire

Logo de l'écurie.

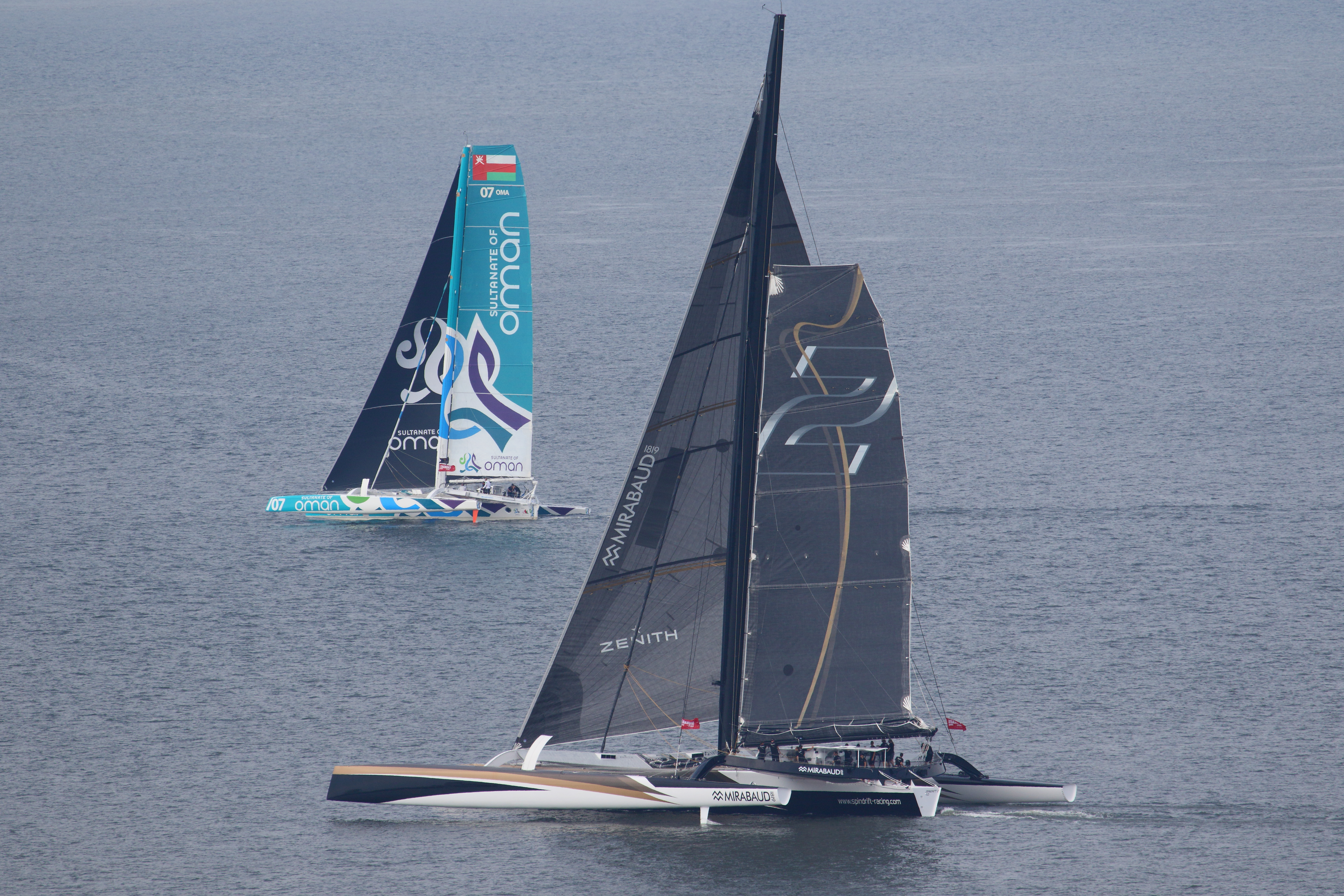
Le trimaran Spindrift 2 (au premier plan) devant le trimaran Multi One Design de Oman (au deuxième plan) lors du départ de la Transat Québec-Saint-Malo 2016.

L’écurie est engagée sur le circuit des D35 depuis 2007.
En 2013, l'écurie rachète le trimaran Banque Populaire V et le rebaptise Spindrift 2.
En novembre 2014, Yann Guichard termine deuxième de la Route du Rhum à bord de Spindrift 2,.
En 2015, Spindrift Racing se lance à l'assaut du Trophée Jules-Verne et réalise la deuxième meilleure performance de tous les temps,. En 2016, l'écurie ne participe pas au Trophée Jules Verne. Le navigateur Yann Guichard s'exprime : « Dona et moi avons l’ambition de battre ce record avec l’équipe que nous avons mise en place depuis maintenant cinq ans. Un record aussi difficile que celui-là demande un engagement absolu et de réunir toutes les conditions nécessaires à la réussite d’un tel défi. Dans un esprit sportif et professionnel, je pense que cet hiver n’est pas le bon moment pour une nouvelle tentative et nous avons donc pris la décision avec Dona de repousser notre départ. Nous finalisons actuellement notre programme sportif pour la saison 2017 et nous aurons le plaisir de l’annoncer prochainement »,.

## Principaux résultats
- Victoire à la Krys Ocean Race 2012[8]
- 2e de la Route du Rhum 2014
- Victoire à la Transat Québec-Saint-Malo 2016